# Буриении
Буриениите (gens Burriena) са фамилия от Древен Рим.
Известни от фамилията:
- Гай Буриен, претор urbanus през 82 пр.н.е.[1]